# Страйер, Люберт
Люберт Страйер (англ. Lubert Stryer; 2 марта 1938, Тяньцзинь — 8 апреля 2024, Стэнфорд, Калифорния) — почётный профессор клеточной биологии Джорджа А.Винзера в Медицинской школе Стэнфордского университета, а также владелец компании «Сеномикс». Его исследования на протяжении более четырёх десятилетий были сосредоточены на взаимодействии света и жизни. В 2007 году он получил Национальную научную медаль от Американского президента Джорджа Буша на церемонии в Белом доме за разъяснение биохимической основы усиления сигнала в зрении, новаторскую разработку микрочипов высокой плотности для генетического анализа. Страйер — автор стандартного учебника по биохимии для студентов бакалавриата по направлению «Биохимия». В настоящее время он находится в девятом издании, а также под редакцией Джереми Берга, Джона Л.Тимочко и Грегори Дж. Гатто-младшего.
Страйер получил степень бакалавра в Чикагском университете в 1957 году и степень доктора медицины в Гарвардской медицинской школе. Он был научным сотрудником Хелен Хей Уитни на ,физическом факультете Гарварда а затем в Лаборатории молекулярной биологии (MRC) в Кембридже, Англия, до прихода на факультет биохимии в Стэнфорде в 1963 году. В 1969 году он переехал в Йель, чтобы стать профессором молекулярной биофизики и биохимии, а в 1976 году вернулся в Стэнфорд, чтобы возглавить новую кафедру структурной биологии.

## Исследовательский профиль
Страйер и его коллеги впервые применили флуоресцентную спектроскопию, в частности резонансную передачу энергии Ферстера (FRET), для мониторинга структуры и динамики биологических макромолекул. В 1967 году Страйер и Хаугланд показали, что эффективность передачи энергии зависит от обратной шестой степени расстояния между донором и акцептором, как и предсказывала теория Ферстера. Они предположили, что перенос энергии может служить спектроскопической линейкой для выявления отношений близости в биологических макромолекулах.
Вторым вкладом Страйера было открытие первичной стадии усиления зрительного возбуждения. Страйер вместе с Фунгом и Херли показали, что одна фото-возбуждённая молекула родопсина активирует множество молекул трансдуцина, которые, в свою очередь, активируют множество молекул циклической фосфодиэстеразы GMP. Лаборатория Страйера также внесла свой вклад в наше понимание роли кальция в восстановлении зрения и адаптации.
Страйер участвовал в разработке направленного света, пространственно адресуемого параллельного химического синтеза для синтеза пептидов и полинуклеотидов. Направленный на свет комбинаторный синтез использовался Стивеном Фодором и его коллегами из Affymetrix для создания массивов ДНК, содержащих миллионы различных последовательностей для генетического анализа.
С 1975 года Страйер являлся автором девяти изданий учебника «Биохимия».
Страйер также возглавлял комитет Национального исследовательского совета, который подготовил доклад под названием «Bio2010»: преобразование бакалавриата для будущих биологов-исследователей.
Скончался 8 апреля 2024 года из-за рака в своём доме в Стэнфорде, Калифорния, в возрасте 86 лет.